# Waxahachie
Waxahachie település az Amerikai Egyesült Államok Texas államában, Ellis megyében, melynek megyeszékhelye is. Lakosainak száma 41 140 fő (2020. április 1.).

## Népesség
A település népességének változása:

| 2010 | 29 621 |
| 2020 | 41 140 |